# People’s Voice
People's Voice (en français : « Voix du peuple ») est un journal canadien publié toutes les deux semaines par New Labor Press Ltée. La ligne éditoriale du journal reflète les points de vue du Parti communiste du Canada, bien qu'il publie également des articles rédigés par d'autres auteurs de gauche. Fondé en 1993 sous ce nom, le journal papier et en ligne ont une histoire de publications de longue date qui remonte au début des années 1920, lorsque le premier journal de cette ligne est fondé par le Parti communiste du Canada.
Produit à Toronto et imprimé dans une presse syndicale à Hamilton, People's Voice contient des nouvelles et des éditoriaux liés aux questions politiques canadiennes et internationales du gouvernement, des mouvements sociaux et de la lutte des classes.

## Histoire
Les journaux progressistes, socialistes et syndicalistes ont une longue histoire au Canada, qui remonte au XIXe siècle. Tout au long de cette histoire de la presse socialiste et communiste, ces journaux ont soit été fermés, relancés ou ont changé de nom à plusieurs reprises. Le développement de la « presse rouge » est donc plus complexe que la normale.
Plusieurs publications canadiennes ont imprimé des traductions de Marx, d'Engels et d'autres radicaux et révolutionnaires. Bon nombre de ces publications étaient liées à des mouvements ouvriers locaux ou à des groupes ethniques. Mais il n'existait pas de presse de gauche anglophone pancanadienne jusqu'à ce que le Parti communiste du Canada soit fondé en 1921 et que ses dirigeants décident de publier un journal.
Ainsi, en 1922, The Communist en est la première tentative. Il s'agissait d'une publication clandestine à se faire harcelée par la police. Le journal n'a jamais réussi à décoller et a dû fermer après la parution de seulement quelques numéros. Néanmoins, le premier journal réussissant à fonctionner légalement a été lancé le 15 mars 1922, sous la forme d'un grand format intitulé The Worker. Au cours des années 1930, ce journal sera rebaptisé The Clarion.
Lorsque ce journal passe d'hebdomadaire à quotidien le 1er mai 1936, il est rebaptisé The Daily Clarion et gardera ce nom jusqu'au 17 juin 1939. À cette date, le Parti décide que le tirage fluctuant de 6 000 à 12 000 exemplaires n'est plus suffisamment élevé pour que le journal continue d'exister en tant que quotidien. Par conséquent, il sera remplacé par deux hebdomadaires, The Clarion, qui couvre l'Ontario vers l'est, et The Mid-West Clarion, qui couvre le Manitoba vers l'ouest, à l'exclusion de la Colombie-Britannique. De plus, Clarté sera le journal de gauche francophone au Québec. Les efforts de l'État contre ce phénomène commenceront à se faire sentir en 1937 avec la promulgation de la Loi du cadenas.

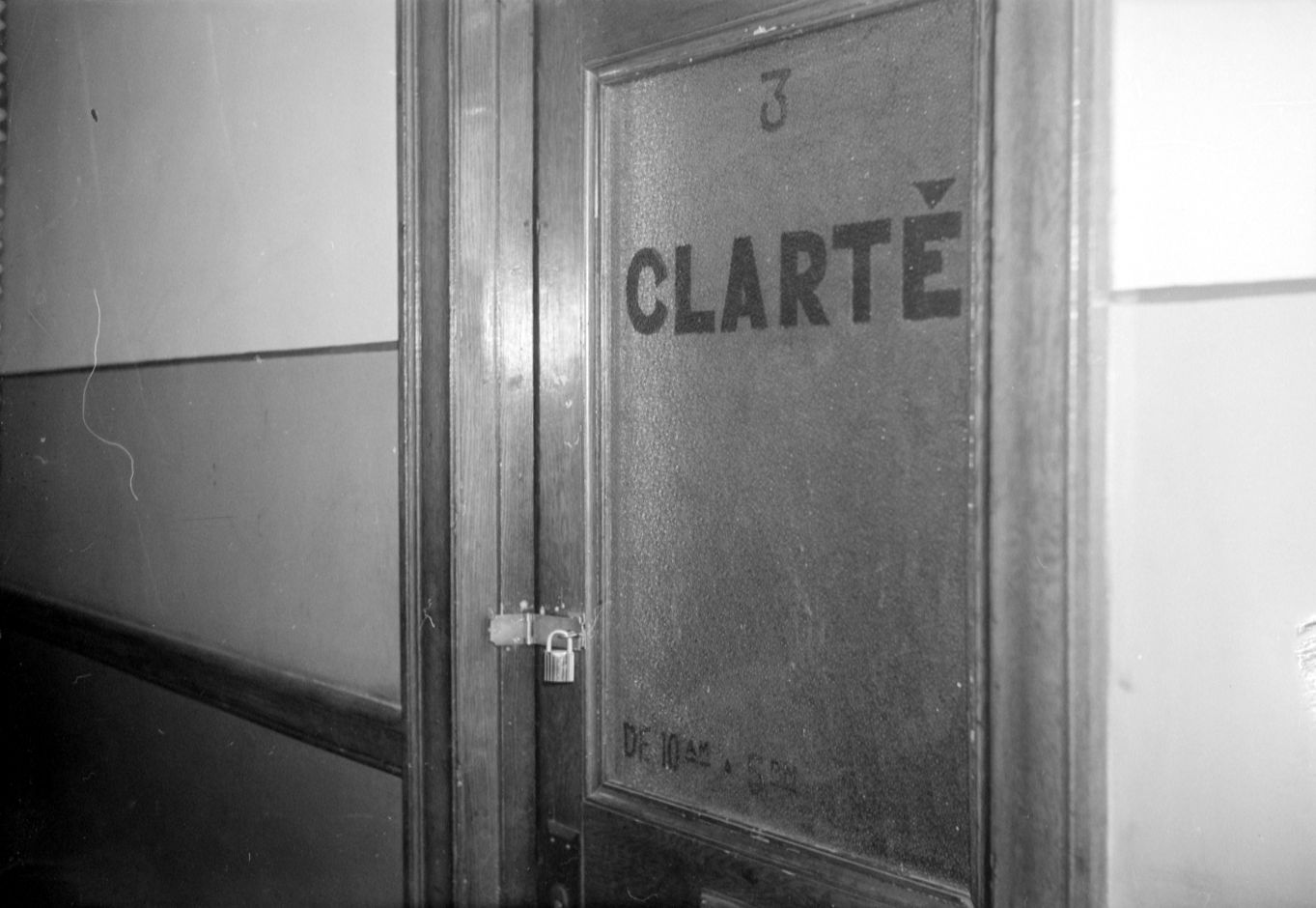
Les portes des bureaux de Clarté ont été cadenassées par la police en vertu de la Loi du cadenas

En Colombie-Britannique, le seul journal distribué était le People's Advocate. Avant d'être publié sous ce nom, ce journal a également subi de nombreux changements de nom : d'abord connu sous le nom de BC Worker's News, la première édition de ce journal parait le 18 janvier 1935. Ce n'est qu'à partir du 2 avril 1937 qu'il prend le nom de People's Advocate. Interdit dès mai 1940, son successeur le Vancouver Clarion sera publié illégalement jusqu'à l'été 1941. The People, un nouveau journal publié légalement, parait pour la première fois le 13 octobre 1942. Ce journal change de nom et devient le Pacific Tribune.
The Clarion est interdit dès le 21 novembre 1939,. Cette interdiction est due à la publication d'un éditorial anti-guerre en temps de guerre, enfreignant le règlement 15 des Règlements de la défense du Canada. C'était plusieurs mois avant que le Parti communiste ne soit interdit en juin 1940, alors que le gouvernement canadien publiait un décret en conseil à cet effet.
Peu de temps après sa fermeture par le gouvernement fédéral, le journal recommence à s'imprimer (au début) de façon clandestine sous le nom de Canadian Tribune. Les premiers exemplaires sont polycopiés. Le Canadian Tribune débute officiellement ses activités le 20 janvier 1940[page à préciser]. En Colombie-Britannique, ce même journal prend le nom de Pacific Tribune et parait comme une édition locale. Les deux journaux sont publiés sur une base hebdomadaire. Toutefois, l'édition nationale paraitra brièvement comme un quotidien avant de revenir à un hebdomadaire, pour être ensuite convertie en format tabloïde.
« The Trib », comme l’appelaient autant ses partisans que ses détracteurs, devient pendant plusieurs décennies l'une des principales voix de la gauche. Ce journal a su maintenir une base d'abonnements, tant au Canada qu'à l'étranger, qui dépassera le nombre de membres du Parti communiste du Canada.
La version actuelle du journal commence d'abord par la fusion du Canadian Tribune et de sa seconde édition du Pacifique au début des années 1990, pendant la crise interne du Parti communiste. Une fois fusionné, le journal devient The Tribune. Entre-temps, il fait l’objet d’une bataille juridique et, par conséquent, seuls quelques numéros seront imprimés. La scission du Parti communiste et la création de la Société Cecil-Ross, qui en résulte, donne naissance à deux publications : The New Times ou « TNT », en abrégé, qui était la continuation directe de The Tribune. Sa publication sera de très courte durée.
Ayant perdu son journal, le Parti communiste décide de lancer sa propre version du Canadian Tribune. Le personnel restant au sein du Parti commence donc à publier People's Voice en mars 1993, sous la forme d'un tabloïde, qui se poursuit jusqu'à ce jour. Ce journal est publié sur une base mensuelle jusqu'en 1998, date à laquelle il commence à être imprimé deux fois par mois.
Kimball Cariou, son rédacteur en chef de longue date, se retire en juillet 2019 pour laisser sa place à l’ancien chef du Parti communiste de l'Ontario, section provinciale du Parti communiste du Canada, Dave McKee qui en devient l'actuel rédacteur en chef et éditeur.

## Position politique
People's Voice est ouvertement partisan et de gauche. Selon son site Web, le journal « perpétue la tradition de la presse socialiste au Canada depuis 1922 ». Chaque article publié en ligne est présenté comme provenant du « principal journal socialiste du Canada ».
L'édition papier indique indique que le journal rapporte et analyse les événements « d'un point de vue révolutionnaire, contribuant à construire les mouvements pour la justice et l'égalité, et éventuellement pour un Canada socialiste », et s'identifie comme « le journal qui se bat pour les travailleurs, sur chaque page, dans chaque numéro ».
Le journal a vivement critiqué les politiques du gouvernement conservateur du Canada de Stephen Harper et ce qu'il décrit comme des attaques contre les droits démocratiques, les programmes sociaux, les peuples autochtones, les femmes, les étudiants, l'environnement et la souveraineté canadienne. De tous les médias imprimés au Canada, c'est le journal qui s'est opposé le plus longtemps à la participation du Canada à la guerre en Afghanistan. People's Voice exprime son soutien aux luttes du peuple palestinien.
Pendant les élections fédérales, ce journal appelle à voter pour le Parti communiste du Canada tout en exhortant les électeurs à soutenir les candidats les plus progressistes, tels que les indépendants, les néo-démocrates ou les Verts de gauche, dans les circonscriptions où les communistes ne se présentent pas. Aux élections provinciales du Québec, il soutient Québec solidaire, un parti politique de gauche comptant dix députés à l'Assemblée nationale du Québec, où les communistes ne se présentent pas encore. Le journal assure également une couverture régulière de la politique municipale, soutenant la Coalition des électeurs progressistes de Vancouver.
People's Voice est le seul journal au monde à mentionner « Prolétaires de tous les pays, unissez-vous! » en trois langues en première page : en anglais, en français et en cri, afin de représenter le Canada anglais, français et autochtone.

## Personnes clés[11]

### Éditeurs
- Dave McKee (2019 - ce jour)
- Kimball Cariou (1993 - 2019)

### Directeurs commerciaux
- Hassan Azimikor, actuel
- Sam Hammond, ancien

### Comité consultatif de rédaction
- Ivan Byard, rédacteur
- Kimball Cariou, rédacteur
- Miguel Figueroa, rédacteur
- Drew Garvie, rédacteur
- Jeanne McGuire, rédactrice
- Liz Rowley, comité éditorial et chroniqueuse syndicale
- Adrien Welsh, rédacteur

### Chroniqueurs et autres
- Naomi Rankin, chroniqueuse
- Stéphane Doucet, rédacteur
- Wally Brooker, rédacteur culturel
- Jim Sacouman, ancien chroniqueur
- Sam Hammond, ancien chroniqueur syndical
- Darrell Rankin, ancien chroniqueur
- Mike Constable, ancien caricaturiste

### Correspondants étrangers
- B. Prasant, correspondant sud-asiatique de Calcutta. Membre du Parti communiste indien (marxiste), Prasant réalise souvent des reportages sur l'Amérique latine et le Bangladesh.
- Susan Hurlick, correspondante latino-américaine de La Havane.

## Voir également
- Propriétaire du média
- Concentration de la propriété des médias
- Modèle de propagande
- Liste des journaux au Canada